# 욕계
욕계(欲界, 산스크리트어: kāma-dhātu, 팔리어: kāma-loka, 티베트어: 'dod pa'i khams, 영어: desire realm)는 욕계(欲界) · 색계(色界) · 무색계(無色界)의 3계(三界) 가운데 하나로, 욕유(欲有) · 색유(色有) · 무색유(無色有)의 3유(三有) 가운데 욕유(欲有)와 동의어이다.
불교의 우주론 또는 세계관에서 3계 또는 3유는 28천(二十八天)으로 나뉘지만, 수행론과 번뇌론에서는 흔히 9지(九地)로 나뉜다. 9지 중 욕계 또는 욕유에 해당하는 것은 오취잡거지(五趣雜居地)의 1가지 지(地)이다. 오취잡거지는 욕계 안에 있는 지옥취 · 아귀취 · 축생취 · 인간취 · 천상취(욕계 안의 것이므로, 3계의 28천 중 6욕천을 말함)의 5취(五趣)를 합하여 1지(地)로 한 것, 또는 지옥도 · 아귀도 · 축생도 · 아수라도 · 인간도 · 천상도(욕계 안의 것이므로, 3계의 28천 중 6욕천을 말함)의 6도(六道)를 합하여 1지(地)로 한 것으로 미혹한 생존의 상태이다.
3계9지(三界九地)와 욕계:
1. 욕계(欲界) 또는 욕유(欲有)
  1. 오취잡거지(五趣雜居地)
2. 색계(色界) 또는 색유(色有)
  1. 이생희락지(離生喜樂地)
  2. 정생희락지(定生喜樂地)
  3. 이희묘락지(離喜妙樂地)
  4. 사념청정지(捨念淸淨地)
3. 무색계(無色界) 또는 무색유(無色有)
  1. 공무변처지(空無邊處地)
  2. 식무변처지(識無邊處地)
  3. 무소유처지(無所有處地)
  4. 비상비비상처지(非想非非想處地)

## 같이 보기
- 생 (4상)
- 옴 마니 파드메 훔
- 능엄주

## 참고 문헌
- 곽철환 (2003). 《시공 불교사전》. 시공사 / 네이버 지식백과. |title=에 외부 링크가 있음 (도움말)
- 운허.  동국역경원 편집, 편집. 《불교 사전》. |title=에 외부 링크가 있음 (도움말)
- (중국어) 星雲. 《佛光大辭典(불광대사전)》 3판. |title=에 외부 링크가 있음 (도움말)